# Ернст Кнебель
Ернст Кнебель (нім. Ernst Knebel; 2 червня 1892 — 13 березня 1945) — німецький офіцер, генерал-майор вермахту (1 березня 1945; посмертно заднім числом). Кавалер Лицарського хреста Залізного хреста з дубовим листям.

## Біографія
Учасник Першої світової війни. В 1920 році демобілізований і 31 березня 1920 року вступив у поліцію. 1 жовтня 1935 року перейшов у вермахт. З 1 жовтня 1936 року — викладач артилерійського училища в Берліні. З 15 листопада 1940 року — командир 580-го піхотного полку 306-ї піхотної дивізії, дислокованої у Франції.З 7 травня 1942 року — командир 589-го піхотного полку 321-ї піхотної дивізії, яка в січні 1943 року була перекинута на Східний фронт. В серпні 1943 року важко поранений. З січня 1944 року — командир 50-го авіапольового полку, який діяв в районі Вітебська. З серпня 1944 року — командир запасного польового полку 3-ї танкової армії, з яким відзначився в боях біля Вільковівшека на кордоні Східної Пруссії. З 15 вересня 1944 року — начальник військового училища 3-ї танкової армії. Військовим комендантом очолював оборону Шіллена, а також дороги Інстербург-Тільзіт. 24 січня 1945 року важко поранений. Помер у шпиталі від наслідків поранення.

## Нагороди
- Залізний хрест
  - 2-го класу (30 вересня 1914)
  - 1-го класу (26 березня 1918)
- Почесний хрест ветерана війни з мечами
- Медаль «За вислугу років у Вермахті» 4-го, 3-го, 2-го і 1-го класу (25 років)
- Хрест Воєнних заслуг 2-го класу з мечами
- Застібка до Залізного хреста
  - 2-го класу (10 березня 1943)
  - 1-го класу (11 серпня 1943)
- Штурмовий піхотний знак в сріблі
- Нагрудний знак «За поранення» в сріблі
- Лицарський хрест Залізного хреста з дубовим листям
  - лицарський хрест (27 серпня 1944)
  - дубове листя (№744; 19 лютого 1945)
- Відзначений у Вермахтберіхт (29 січня 1945)